# Hake Hednasson
Hake var enligt Heimskringla för en tid sveakung. Enligt Snorre angrep Hake kung Hugleik i Gamla Uppsala och dödade både honom och hans två söner, och styrde sedan svearna över tre vintrar. Hans kämpar for under färden bort i viking, och han blev då angripen av Hugleiks kusiner Jörund och Erik. I striden fällde Hake Erik, och Jörund flydde till sina skepp. Hake skall dock ha varit så illa sårad att han visste att han skulle dö, och lät göra i ordning ett skepp med alla döda män och vapen, rigga dess segel och göra fast rodret, och anlägga ett bål på det. Hake lade sig på bålet, och skeppet seglade brinnande ut på havet.
Hake efterträddes av Jörund.